# 茨城県道62号常陸那珂港山方線
茨城県道62号常陸那珂港山方線（いばらきけんどう62ごう ひたちなかこう やまがたせん）は、茨城県ひたちなか市から常陸大宮市（山方地区）に至る県道（主要地方道）である。

## 概要
ひたちなか市の常陸那珂港インターチェンジを起点に茨城港常陸那珂工区を縦断して東海村の原研通りを通り、那珂市額田地区、常陸太田市金砂郷地区と経て、常陸大宮市山方の国道118号・岩井橋交差点に接続される、茨城港常陸那珂港区と茨城県県北地域を結ぶ路線である。1994年の主要地方道の路線認定で、多数の既存一般県道を統合して誕生した経緯からルートも比較的複雑で、幅員狭小区間や線形が悪い区間も残存しており、主要地方道としての道路機能拡充のため道路改良整備が進められている。東海村内では国道245号と一部区間が重複し、石神外宿の二軒茶屋交差点で国道6号と交差する。那珂市内では国道349号那珂バイパスと交差し、常陸太田市内では国道293号と一部重複する。

### 路線データ
- 起点：ひたちなか市阿字ヶ浦町字沢田2077番11地先（茨城県道6号水戸那珂湊線・茨城県道57号常陸那珂港南線交点）[1]
- 終点：常陸大宮市山方字勢司堂329番1地先（国道118号・茨城県道29号常陸太田那須烏山線交点）[1]
- 総延長：45.084 km[2]
- 重用延長：8.760 km[2]
- 未供用延長：なし[2]
- 実延長：36.324 km[2]
- 自動車交通不能区間延長[注釈 1]：なし[2]

## 歴史
本路線は1994年（平成6年）に、多数の県道路線の一部または全部を統合して、常陸那珂港から県北地域の久慈地区とを結ぶ主要地方道として誕生している。
それまでの県道二軒茶屋瓜連線（整理番号109）の一部（東海村二軒茶屋-旧那珂町額田の区間）、（旧）県道東海停車場線の一部（東海村二軒茶屋-東海村舟石川）、県道東海停車場村松線（整理番号111）の一部（東海村舟石川-村松）、県道和田上河合線（整理番号215）の一部（旧金砂郷町玉造-久米の区間）、県道新地上河合線（整理番号216）、県道富岡玉造常陸太田線（整理番号217）の一部（旧金砂郷町下利員-玉造の区間）、県道下宮河内下利員線（整理番号218）、県道常陸那珂港北線（整理番号410）を統合し、起点を常陸那珂港、終点を那珂郡山方町とした新規路線とする主要地方道常陸那珂港山方線（整理番号78）として認定された。翌1995年（平成15年）に整理番号62へ変更し現在に至る。
地域高規格道路 水戸外環状道路の一部として、常陸那珂港ICから国道245号までの4車線のバイパス道路整備が進められ、2012年6月には常陸那珂港ICから北ふ頭交差点までの道路が完成し、一般供用している。

### 年表
- 1959年（昭和34年）10月14日
前身にあたる県道新地上河合線（金砂郷村新地 - 常陸太田市上河合町、図面対照番号159）、県道下宮河内下利員線（金砂郷村下宮河内 - 同村下利員、図面対照番号161）が路線認定される[4]。
- 1983年（昭和58年）
  - 4月14日：水戸勝田都市計画道路 3・1・107号 常陸那珂港北線の都市計画決定[5]。
  - 11月10日：前身路線のひとつ、県道常陸那珂港北線（那珂湊市 - 那珂郡東海村、整理番号410）が路線認定される[6]。
- 1993年（平成5年）5月11日：建設省から、県道常陸那珂港北線・県道東海停車場村松線・県道東海停車場線の一部・県道二軒茶屋瓜連線の一部・県道和田上河合線の一部・県道新地上河合線・県道富岡玉造常陸太田線の一部・県道下宮河内下利員線が常陸那珂港山方線として主要地方道に指定される[7]。
- 1994年（平成6年）4月1日
  - 常陸那珂港山方線（整理番号78）として路線認定[8]。
  - 道路区域は、那珂湊市大字阿字ヶ浦県道水戸那珂湊線分岐から那珂郡山方町大字山方国道118号交点までに決定する[1]
- 1995年（平成7年）3月30日：整理番号78から現在の番号（整理番号62）に変更される[9]。
- 1998年（平成10年）
  - 1月22日：久慈郡金砂郷町上利員 - 同町下宮河内（主要地方道常陸太田那須烏山線）までのバイパス新設（1.152 km）が決定する[10]。
  - 12月27日：那珂郡東海村大字照沼（常陸那珂港北ふ頭） - ひたちなか市長砂（一般県道常陸海浜公園線）の未通区間が開通する[11]。
- 2000年（平成12年）4月1日：那珂郡東海村大字照沼 - ひたちなか市長砂の区間が、通行する車両の最大重量限度25トンの道路に指定される[12]。
- 2001年（平成13年）
  - 3月1日：ひたちなか市阿字ケ浦町の区間が、通行する車両の最大重量限度25トンの道路に指定される[13]。
  - 7月30日：那珂郡那珂町大字額田南郷（国道349号） - 久慈郡金砂郷町大字小島のバイパスを新設する道路区域が決定する[14]。
- 2002年（平成14年）3月28日：久慈郡金砂郷町大字花房（国道293号） - 同町大字宮の郷までのバイパス新設（1.482 km）が決定する[15]。
- 2004年（平成16年）
  - 1月5日：金砂郷町大字久米 - 大字岩手までバイパス（1.516 km）を新設する道路区域が決定する[16]。
  - 3月22日：那珂郡東海村大字照沼 - ひたちなか市大字長砂の区間が、通行する車両の高さの最高限度4.1 mの道路に指定される[17]。
- 2006年（平成18年）
  - 4月6日：ひたちなか市阿字ヶ浦の区間を、通行する車両の高さの最高限度4.1 mの道路に指定[18]。
  - 10月4日：常陸太田市久米町（国道293号・久米西交差点以北）のバイパス道路（1.148 km）が開通[19]。
- 2008年（平成20年）
  - 2月14日：常陸太田市久米町（国道293号・久米交差点以北）の狭隘な旧道（1.115 km）が指定解除され常陸太田市道へ降格[20]。
  - 3月31日：ひたちなか市大字長砂 - 那珂郡東海村大字照沼の区間が開通[21]。
- 2009年（平成21年）
  - 3月28日：木島大橋（きじまおおはし）が開通[22]。
  - 4月2日：那珂市額田南郷（国道349号・額田西交差点） - 常陸太田市上河合 - 同市小島町（小島町交差点）の旧道（6.168 km）が指定解除され、那珂・常陸太田市道へ降格[23][注釈 2]。
- 2010年（平成22年）10月5日：那珂郡東海村大字照沼（一般県道常陸海浜公園線） - 国道245号交点までの未通区間（730 m）が開通[24][25]。
- 2012年（平成24年）6月23日：ひたちなか市内の常陸那珂港IC（起点） - 常陸那珂港北ふ頭地区へ至る2.15 kmの区間が開通する[26][27]。
- 2014年（平成26年）10月29日：常陸太田市小島町地内の小島バイパス（0.7 km）が開通[28][29]。
- 2015年（平成27年）
  - 4月1日：ひたちなか市阿字ヶ浦（常陸那珂港IC） - 東海村照沼（常陸那珂港区）の区間を、通行する車両の最高高さ4.1 mの道路に指定[30]。
  - 11月2日：小島バイパス開通を受け、常陸太田市小島町の旧道（764 m）が指定解除され、常陸太田市道に降格[31]。
- 2016年（平成28年）10月27日：常陸太田市下宮河内町地内の現道拡幅及びバイパス（940 m）を新設する道路区域指定[32]。
- 2019年（平成31年）3月28日：常陸太田市宮の郷町 - 同市花房町（花房交差点）の区間を、通行する車両の高さの最高限度が4.1 mの道路に指定[33]。
- 2019年（令和元年）7月31日：ひたちなか市阿字ヶ浦町（常陸那珂港IC） - 那珂郡東海村照沼（常陸那珂港区入口交差点）間を、国際コンテナ車[注釈 3]の重量・長さ上限を引き上げる道路に指定[34]。
- 2022年（令和4年）2月7日：那珂郡東海村大字船場地内にパイパス（1.209 km）を新設する区域を指定[35]。
- 2023年（令和5年）5月18日：那珂市額田南郷 - 那珂市南酒出にバイパス（153 m）を新設する道路区域を指定[36]。
- 2024年（令和6年）4月25日：那珂郡東海村大字照沼（国道245号交点：常陸那珂港区入口交差点） - 那珂郡東海村大字船場（国道6号交点）の延長6.091 kmまでバイパス延伸する道路区域を指定[37]。

## 路線状況
常陸那珂港ICから常磐自動車道まで、地域高規格道路（水戸外環状道路）として指定されており、常磐自動車道や北関東自動車道等の高規格幹線道路と一体となって常陸那珂港区との連結を図る路線として整備される予定である。
那珂郡東海村大字石神外宿 - 同村大字村松の区間（原研通り）は、通行する車両の総重量が最高限度25トン (t) の道路に指定されている。
道路法の規定に基づき、以下の区間は緊急輸送道路として機能を維持するため、災害発生時の被害拡大防止を目的に道路用地内に新たに電柱を建てることが制限されている。
- ひたちなか市長砂（常陸那珂港IC） - 那珂郡東海村照沼（常陸那珂港区入口）[41]
- 那珂郡東海村村松（国道245号交差） - 同村舟石川（二軒茶屋交差点）[41]
- 那珂郡東海村石神外宿（国道6号交差：二軒茶屋交差点） - 那珂郡東海村石神外宿（東海村道交差）[42]
- 常陸太田市玉造町（玉造十字路交差点） - 同市下宮河内町（主要地方道常陸太田那須烏山線交差）[41]

### 通称
- 原研通り
東海村大字村松字原研前の国道245号交点（原子力科学研究所交差点）から同村大字石神外宿字二軒茶屋の国道6号交点（二軒茶屋交差点）までの東西約4.3 kmの区間を差し、国道6号から日本原子力研究開発機構原子力科学研究所の正門前まで直接接続する道路である。沿線にJR東海駅や東海村役場がある。

### 重複区間
- 国道245号（那珂郡東海村照沼の交点 - 村松の分岐まで：3.178 km）[1]
- 国道293号（常陸太田市花房町 花房交差点 - 久米町 久米西交差点まで：1.9 km）
- 茨城県道166号和田上河合線（常陸太田市久米町 - 常陸太田市玉造町）
- 茨城県道167号富岡玉造常陸太田線（常陸太田市玉造町 - 常陸太田市下利員町）
- 茨城県道29号常陸太田那須烏山線（常陸太田市下宮河内町の分岐 - 常陸大宮市山方の国道118号交点＝岩井橋交差点まで：6.877 km）[1]

### 道路施設
- 東海歩道橋（那珂郡東海村村松北・舟石川）
- 本米崎橋（常磐自動車道、那珂市本米崎）
- 谷津川橋（〈久慈川支流〉、那珂市北酒出）
- 木島大橋（久慈川、那珂市門部 - 常陸太田市小島町）
2009年（平成21年）3月竣工。久慈川に架かる橋長385.5m、形式PC7径間連続箱桁橋である。橋の名称は一般公募による抽選で決定された。
- 清水橋（浅川、常陸太田市下利員町）
2015年9月より老朽化に伴い掛け変え工事を実施2018年7月竣工
- 岩手橋（いわてはし：山田川、常陸太田市玉造町 - 岩手町）
1971年（昭和46年）11月竣工。山田川に架かる形式PC3径間連続箱桁橋である。
- 三谷川橋（浅川、常陸太田市中利員町）
- 副堰橋（浅川、常陸太田市松栄町）
- 東橋（山田川、常陸太田市上河合町 - 粟原町）

## 地理

### 通過する自治体
- ひたちなか市
- 那珂郡東海村
- 那珂市
- 常陸太田市
- 常陸大宮市

### 交差する道路

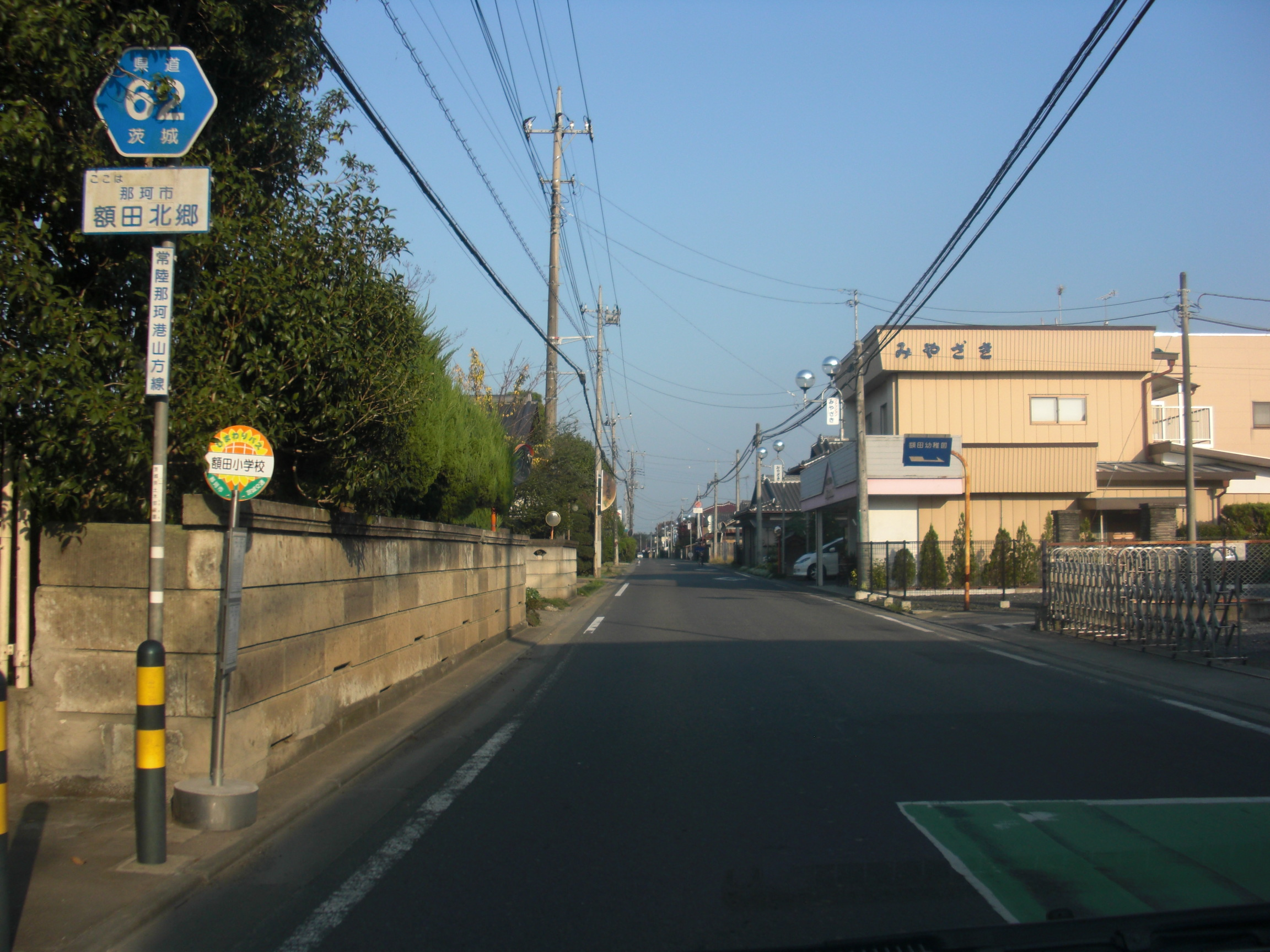
那珂市額田北郷（2010年11月）

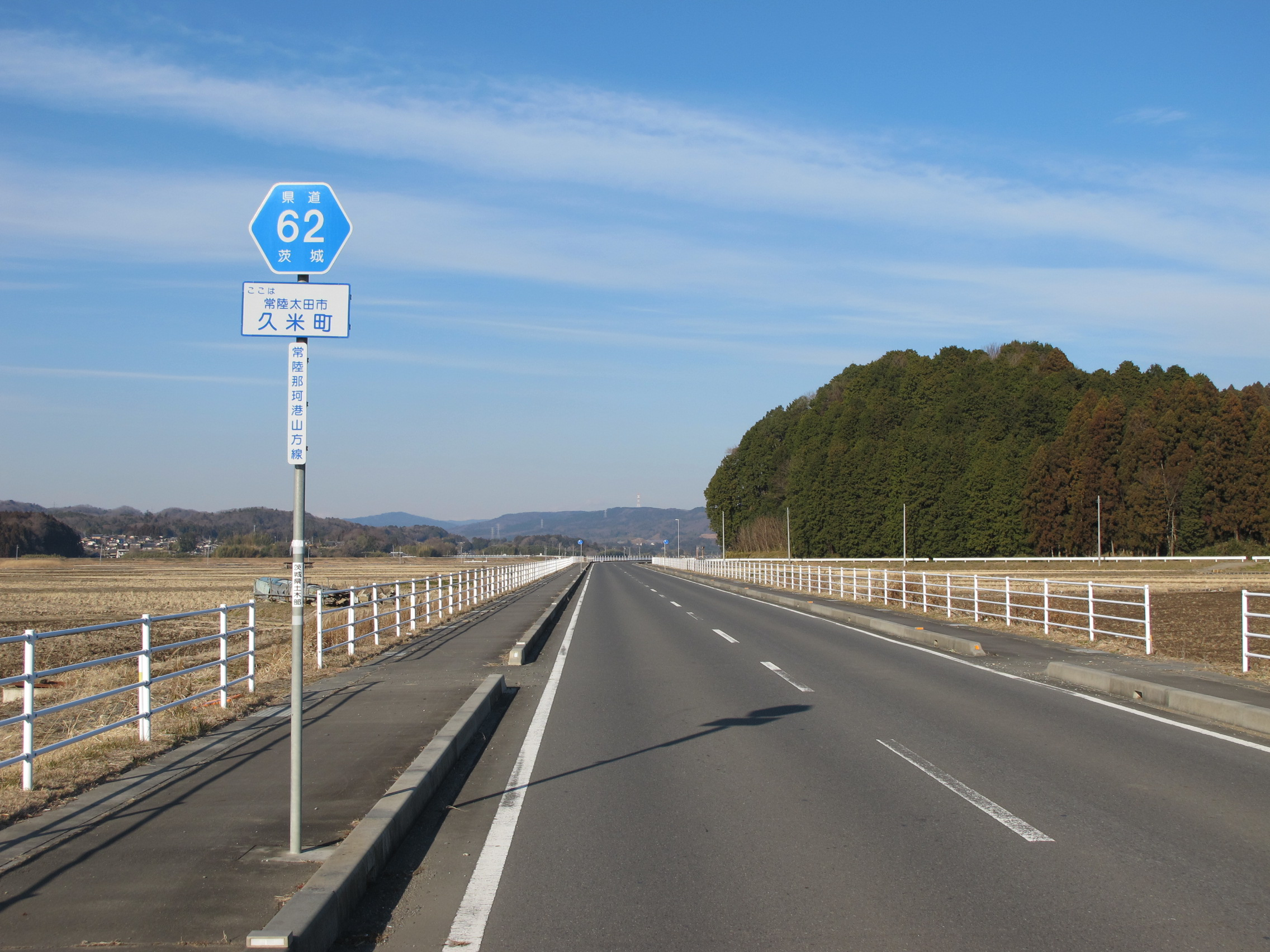
常陸太田市久米町（2014年1月）

- 茨城県道6号水戸那珂湊線・茨城県道57号常陸那珂港南線（起点・常陸那珂港IC）
- 茨城県道247号常陸海浜公園線（那珂郡東海村照沼）
- 国道245号（那珂郡東海村照沼・常陸那珂港区入口交差点）
- 国道245号（那珂郡東海村村松・原子力科学研究所交差点）
- 茨城県道284号豊岡佐和停車場線（那珂郡東海村村松・村松交差点）
- 茨城県道285号東海停車場線（那珂郡東海村舟石川駅西・東海駅入口交差点）
- 茨城県道358号日立東海線（那珂郡東海村舟石川・内宿入口交差点）
- 国道6号（那珂郡東海村石神外宿・二軒茶屋交差点）
- 常磐自動車道 東海スマートIC（村道を約100ｍ経由して接続）
- 茨城県道172号額田南郷田彦線（那珂市額田南郷）
- 国道349号（那珂市額田南郷・額田西交差点）
- 茨城県道104号那珂瓜連線（那珂市門部）
- 茨城県道61号日立笠間線（常陸太田市中野町・中野交差点）
- 国道293号（常陸太田市花房町・花房交差点）
- 国道293号・茨城県道166号和田上河合線（常陸太田市久米町・久米西交差点）
- 茨城県道166号和田上河合線・茨城県道167号富岡玉造常陸太田線（常陸太田市玉造町・玉造十字路交差点）
- 茨城県道167号富岡玉造常陸太田線（常陸太田市下利員町）
- 茨城県道29号常陸太田那須烏山線・茨城県道36号日立山方線（常陸太田市下宮河内町）
- 茨城県道249号山方水府線（常陸大宮市西野内）
- 国道118号・茨城県道29号常陸太田那須烏山線・茨城県道36号日立山方線（終点・岩井橋交差点）

### 沿線にある施設など
- 常陸那珂港（ひたちなか市長砂・那珂郡東海村照沼）
- 日本原子力研究開発機構（那珂郡東海村村松）
- 株式会社ジェー・シー・オー東海事業所（那珂郡東海村石神外宿）
- JR額田駅（那珂市額田南郷）
- JR南酒出駅（那珂市南酒出）
- 宮の郷工業団地（常陸太田市宮の郷町）
- 常陸太田市役所金砂郷支所（常陸太田市高柿町）